# أورلاندو سكوت غوف
أورلاندو سكوت غوف (بالإنجليزية: Orlando Scott Goff)‏ هو مصور أمريكي، ولد في 10 سبتمبر 1843 في ميدلتاون في الولايات المتحدة، وتوفي في 17 أكتوبر 1916 في بويسي في الولايات المتحدة.